# 青云水库
青云水库是中国重庆市潼南县境内的一座水库，位于安居河小支流青云沟上，建于1960年。水库正常库容为834万立方米，集雨面积为94平方千米，海拔为246.7米。